# مارتن رايلي
مارتن رايلي (بالإنجليزية: Martin Riley)‏ (5 ديسمبر 1986 بولفرهامبتن في المملكة المتحدة - ) هو لاعب كرة قدم بريطاني في مركز الدفاع. شارك مع منتخب إنجلترا لكرة القدم C ‏. أما مع النوادي، فقد لعب مع شروزبري تاون ونادي ترانمير روفرز لكرة القدم ونادي ريكسهام ووولفرهامبتون واندررز ونادي كيدرمينستر هاريرز لكرة القدم ونادي مانسفيلد تاون ونادي تشيلتنهام تاون لكرة القدم.

## وصلات خارجية
- مارتن رايلي على موقع قاعدة بيانات كرة القدم.إي يو (الإنجليزية)
- مارتن رايلي على موقع Soccerbase.com (لاعب) (الإنجليزية)
- مارتن رايلي على موقع Soccerway.com (الإنجليزية)